# مذبحة مي لاي

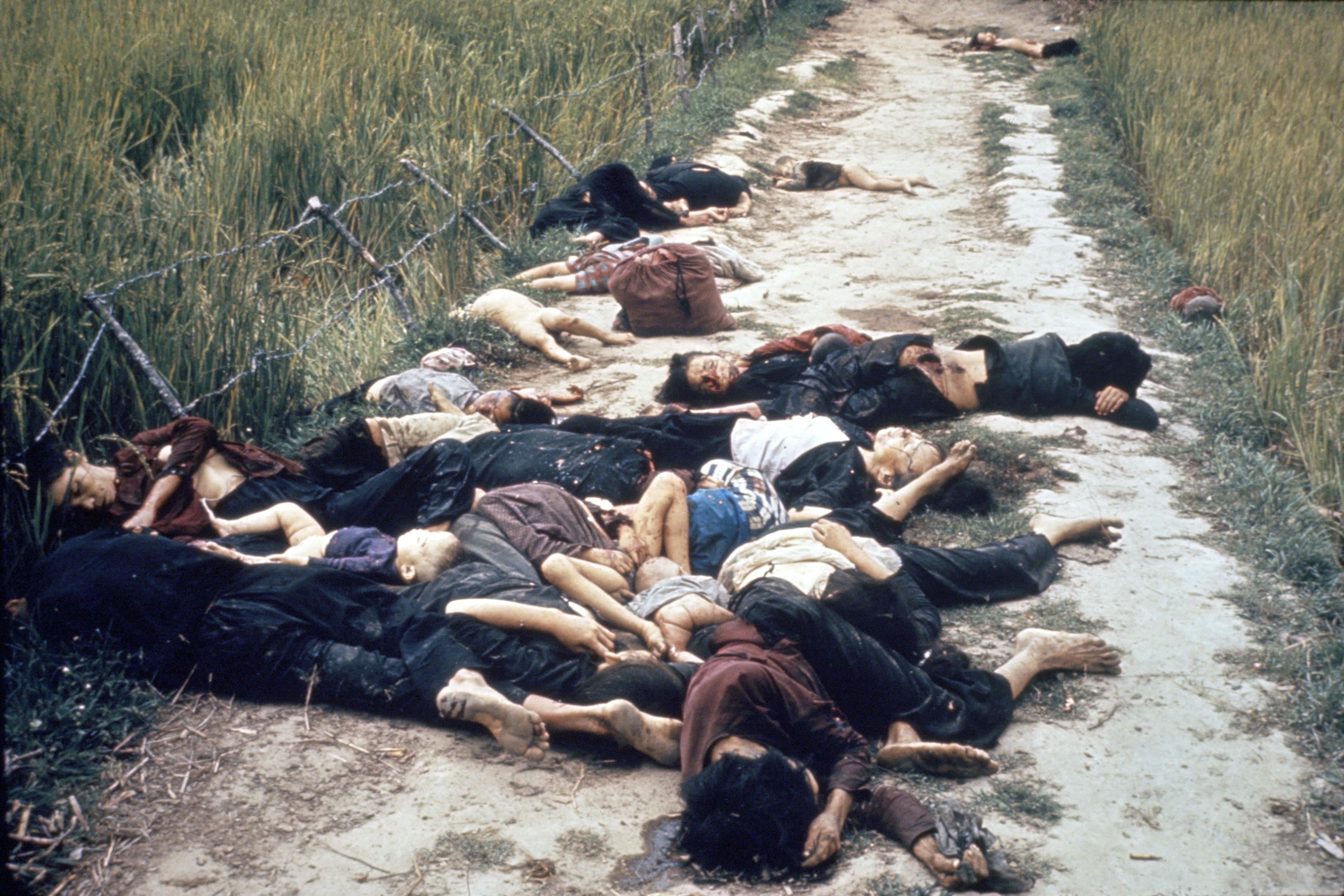
ضحايا مي لاي: تسبّبت هذه الصور في نشوب موجة إدانة عالمية.

مجزرة مي لاي، هي مجزرة وقعت خلال حرب فيتنام على أيادي جنود أمريكيين. وأثارت الصور التي التقطت أثناء المجزرة إلى موجة استنكار عالمية.
في صبيحة يوم 16 مارس 1968 قام الملازم وليام كالي وجنوده بتطويق قرية ماي لاي ثم قام بجمع القرويين العزل وأمر بإضرام النار في بيوتهم وقتل كافة السكان. لاقى ما بين 300 و 500 مدني مصرعهم في هذه المجزرة التي تواصلت حتى اكتشفها اثنان من الجي أي'ز كانا يحلقان قدرا فوق المنطقة فتدخلا لإيقاف العملية.
بعد مرور عام على تلك الأحداث وفي شهر مارس من سنة 1969 قام الجندي رينولد ريدنهاور ببعث رسائل إلى عدة شخصيات ومؤسسات رسمية مبلغا بذلك عن ملازمه وكاشفا فظاعة مجزرة كانت ستموت مع ضحاياها. وفي يوم 20 نوفمبر قامت وسائل الإعلام بكشف القضية وبنشر صور الضحايا.
قامت محكمة عسكرية بالحكم على ويليام كايلي بالسجن مدى الحياة غير أنه تم إطلاق سراحه بعد يوم عندما منحه الرئيس نيكسون عفواً رئاسيّا